# Ripbär
Ripbär kan även vara ett dialektalt namn för röda vinbär.
Ripbär (Arctostaphylos alpinus) art i familjen ljungväxter. Den förekommer runtom norra delen av norra halvklotet (cirkumpolärt), till exempel i Skottland, Norden, Ryssland, Alaska, Kanada och Grönland. Söderut sträcker sig utbredningsområdet till Pyrenéerna och Alperna. 
Ripbär är en 5–20 centimeter hög buske som växer i risartade bestånd och breder ut sig tätt intill marken. Bladen får på hösten en stark purpurröd färg och är inte vintergröna, men döda blad kan sitta kvar på stammen i flera år. Blommorna är vita och blomningen sker tidigt på våren. Bären (egentligen stenfrukter) är först gröna, sedan röda och slutligen svarta eller mycket mörkt violetta när de är mogna. Bären är ätliga och är viktig som föda för bland annat fjällripa. 
Flera svenska floror, även moderna, anger det vetenskapliga namnet Arctostaphylos alpinus. ITIS anger Arctostaphylos alpina. Det första vetenskapliga namnet den fick var Arbutus alpina, av Linné.

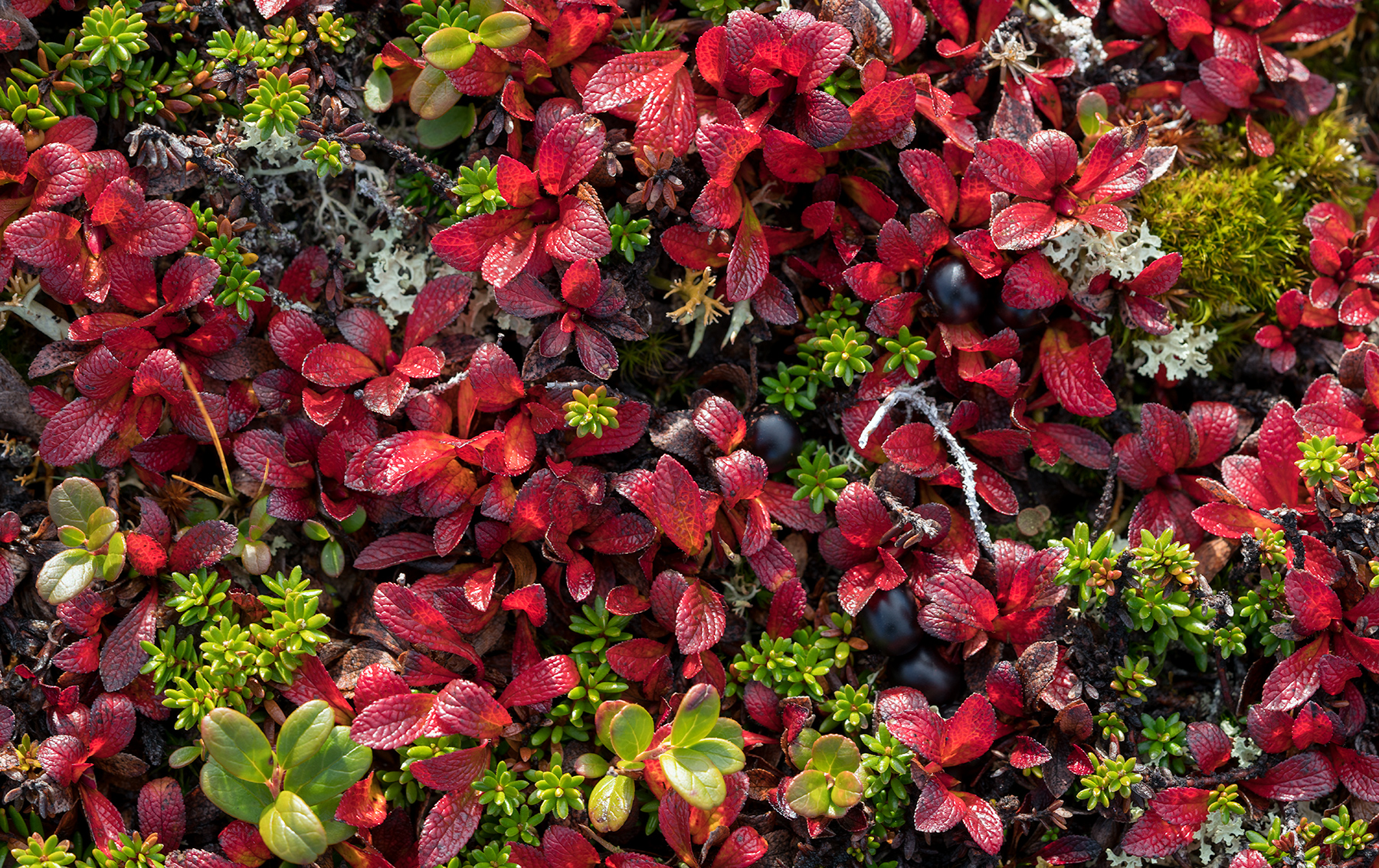
I början av september har ripbärsbladen blivit röda och bären mogna. Padjelanta nationalpark.